# Occident chrétien
Pour les articles homonymes, voir Occident (homonymie).
L'expression Occident chrétien (western Christianity en anglais, soit « chrétienté occidentale ») apparaît au XIXe siècle dans la littérature historique et géographique occidentale pour définir un concept associant un territoire (regroupant l'Europe occidentale et l'Amérique) à l'Église catholique et au protestantisme qui en est issu. Plus récemment, l'expression Occident chrétien a pris une connotation géopolitique, servant à distinguer la civilisation d'origine ouest-européenne de toutes les autres.

## Origine du concept
Ce concept s'est développé à partir des ouvrages de l'historien allemand Hieronymus Wolf au XVIe siècle qui opposent l'Empire romain d'Occident, l'Église de Rome et les États d'Europe occidentale à l'Empire romain d'Orient et à sa forme de christianisme orthodoxe (majoritaire dans le christianisme oriental). Toutefois, le concept, mais sans l'expression elle-même, est antérieur à Hieronymus Wolf et remonte au Moyen Âge : il trouve ses racines dans le vocabulaire des croisades et de la reconquista, dans l'opposition entre les croisés et les musulmans, et dans les revendications des chrétientés rivales d'Occident et d'Orient concernant la légitimité de l'héritage politique et religieux romain. Après l'émergence en Occident de l'Église catholique, les chancelleries papales développent des argumentaires qui magnifient les positions doctrinales et canoniques de cette Église, et rejettent la responsabilité de la séparation des Églises d'Orient et d'Occident sur la seule Église orthodoxe, dès lors qualifiée de schismatique : sa doctrine est qualifiée de dissidente, car elle n'inclut ni purgatoire, ni Filioque, ni célibat des prêtres, ni indulgences, ni primauté séculière du pape, qui sont des innovations de l'Église romaine.
Comme l'Église de Rome revendique pour elle-même le Patrimonium Petri (l'« héritage de Saint-Pierre » dont les papes s'affirment seuls successeurs légitimes), les autres Églises sont délégitimées en Europe occidentale, ce qui rend moralement admissible pour la Quatrième croisade la mise à sac de Constantinople, pourtant ville chrétienne. À la suite de cela, le pillage de l'Empire byzantin et le partage de la Grèce entre États croisés (dits latins ou francs) sont « légitimés » par une réécriture de l'histoire dans les siècles suivants. Des milliers de lettrés occidentaux ont été formés dans cet esprit, au point d'occulter l'héritage grec, ne reconnaissant avoir retrouvé les savoirs antiques que chez les Arabes d'Espagne via Gerbert d'Aurillac (malgré les Vénitiens, les Génois et les Florentins qui puisaient directement aux sources byzantines grâce à des lettrés grecs tels Gemiste Pléthon, Georges de Trébizonde, Démétrius Chalcondylas, Jean Bessarion ou Jean Lascaris), sans se demander où les Arabes avaient eux-mêmes puisé ces savoirs. Jusqu'à Voltaire, qui, influencé par Hieronymus Wolf, voyait en Byzance un « modèle d’obscurantisme religieux, fossoyeur des arts ». Dans cette réécriture, très présente chez des auteurs comme Edward Gibbon, Charles George Herbermann ou Michel Le Quien, l'Occident chrétien n'a plus de racines en Orient ni dans le judaïsme mais seulement dans le pontificat de Rome et dans la conversion et l'action des rois germaniques tels Clovis et Charlemagne.

## Évolution du concept

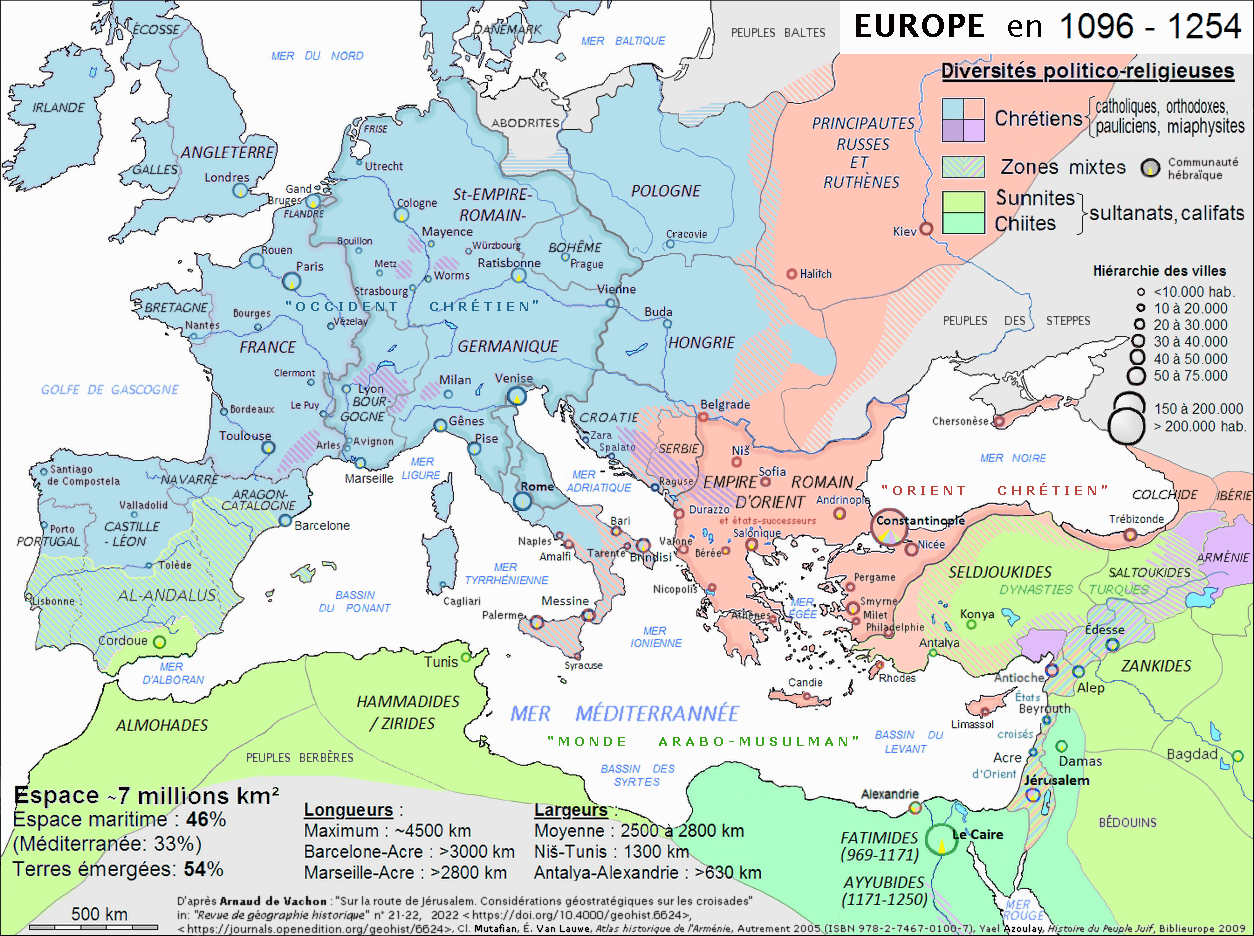
L'« Occident chrétien » (en bleu) à l'époque des croisades.

Le concept d'Occident chrétien est, depuis le Moyen Âge, strictement lié à l'Église catholique, qu'il oppose aux autres formes de christianisme, et aux autres religions non chrétiennes. L'Occident chrétien est défini par les divergences entre l'Église de Rome et les autres, notamment la vision augustinienne du péché originel et la position romaine dans la « querelle du Filioque ».
À la Renaissance, avec la découverte d'autres civilisations en Asie, Afrique et Amérique, le concept commence à évoluer en opposant l'Europe occidentale et son christianisme catholique ou protestant à ces autres civilisations, dont l'infériorité militaire est prise pour une infériorité intrinsèque et en fait, matériellement, des proies pour les appétits esclavagistes et coloniaux, et spirituellement des « terres de mission » ayant vocation à être converties. Au XVIIIe siècle, des voix discordantes, comme celle de Jean-Jacques Rousseau, apparaissent pourtant : elles doutent de la « supériorité » de l'Occident chrétien et opposent même son « hypocrisie » et ses « vices » à une supposée « pureté » ou « innocence » des autres civilisations, idéalisées.
Ce n'est qu'à partir du XIXe siècle que se développe la vision historico-politique d'Occident chrétien, avec des auteurs, en France, comme Édouard Thouvenel, Joseph Arthur de Gobineau, Charles Maurras, Gustave Thibon, Pierre Gaxotte, Robert Brasillach, qui l'utilisent dans le sens d'une civilisation supérieure aux autres ou l'identifient à la civilisation par opposition à la « barbarie ». Dans cette perspective, toute l'histoire de l'Europe occidentale est écrite de manière à ancrer ce concept dans un enracinement romain, pontifical et chrétien remontant au Ve siècle, se référant à la vision du triomphe de la foi d'Augustin d'Hippone, valorisant la conversion des rois germaniques, et ultérieurement, la lutte contre l'expansion islamique.
Selon ce point de vue, Occident et catholicisme seraient intrinsèquement liés, car si l'Occident géographique est morcelé politiquement en nombreux royaumes et principautés, il est en revanche uni par la religion et l'usage du latin comme langue liturgique et culturelle. De cette unité part une « volonté conquérante » manifestée par la Reconquista des Rois Catholiques, par les pèlerinages, par les croisades et l'érection des États latins d'Orient, par l'émergence des ordres militaires fondés en Terre sainte, par les croisades baltes et la christianisation de la Scandinavie, par la lutte de l'Occident chrétien médiéval contre le monde arabo-musulman et les « schismatiques », et par l'expansion outre-mers de l'Espagne et du Portugal, liées par le Traité de Tordesillas, qui va mener au monde des colonies. La colonisation de l'Amérique du Sud est d'abord, dans cette vision, le prodrome d'une extension importante de la religion catholique.
Les migrations liées aux persécutions religieuses sur le « Vieux Continent » amènent l'émergence d'un second prodrome qui n'est pas d'obédience catholique : il s'agit du monde anglo-saxon, dont les sources idéologiques sont l'anglicanisme et le puritanisme.
Au XIXe siècle, le concept d'Occident chrétien se développe en contrepoint à la montée des nationalismes (qui sont d'abord teintés de revendications sociales) mais surtout en réaction au sécularisme diffusé par la Révolution française. Il nourrit aussi l'idéologie du colonialisme, avec le « devoir des pères blancs de christianiser le monde » et la notion de « fardeau de l'homme blanc ». Au XXe siècle, le concept d'Occident chrétien sert aux catholiques de France dans leur combat contre la Troisième république qui, en 1905, impose la laïcité en affranchissant l'état de toute religion d'État. Avec l'apparition du communisme et ses différentes manifestations historiques (Commune de Paris, régimes communistes…), le concept d'Occident chrétien sera utilisé, notamment dans le cadre de la guerre froide, pour opposer un « monde libre » occidental et capitaliste aux dictatures totalitaires de l'est, alors perçues comme un avatar moderne d'anciens despotismes tels celui des Tzars. Pour autant, la notion d'Occident chrétien n'est pas liée au libéralisme matérialiste, accusé de « désenchanter le monde » par une trop large liberté de conscience due à la laïcité et menant à l'« amoralité » ; au contraire, elle lui est fréquemment opposée au nom des « racines chrétiennes » de la « civilisation européenne » (étendue à présent à l'Amérique du Nord).

## Postérité

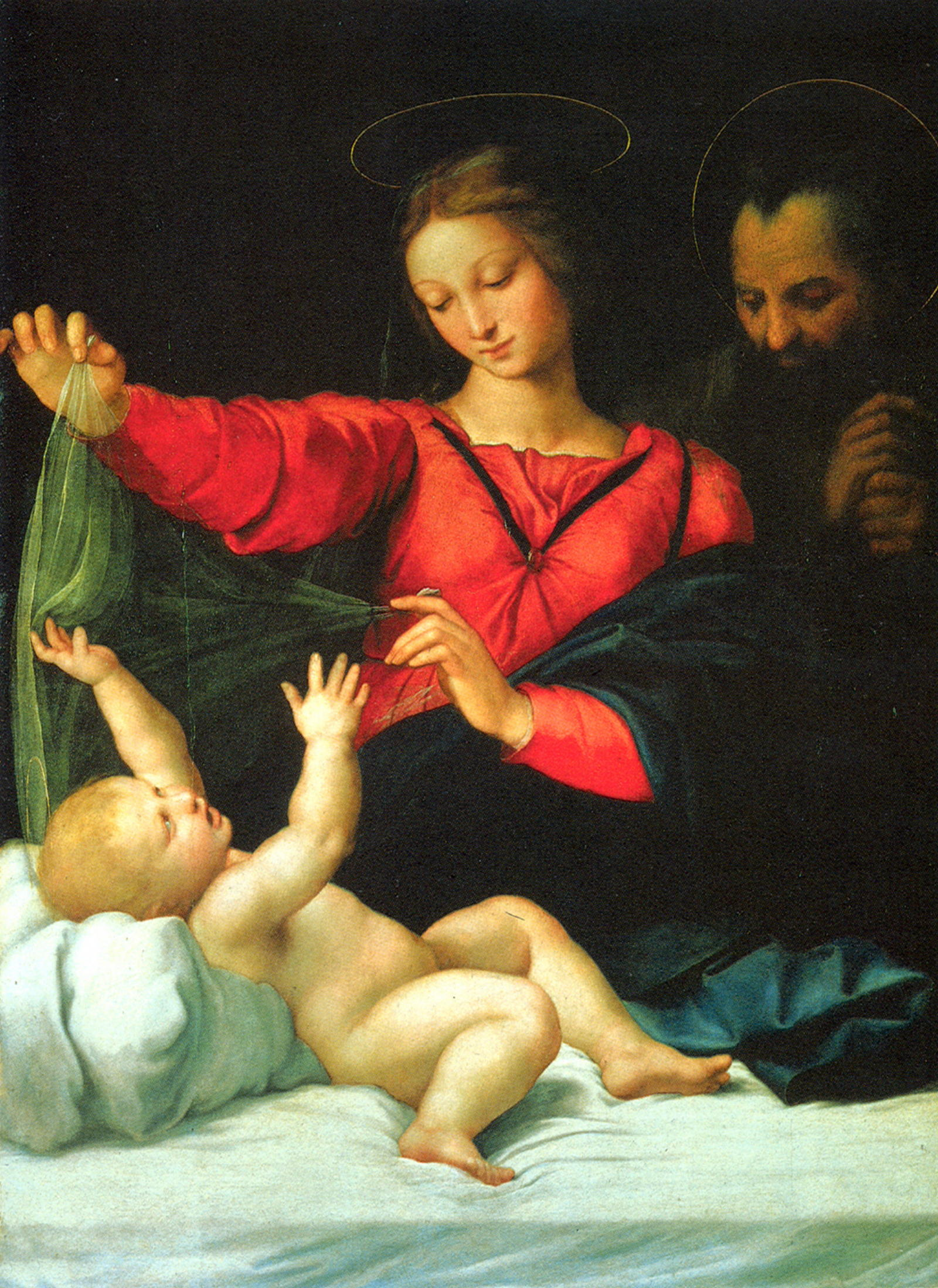
La Madone de Lorette par Raphaël. Les représentations de Jésus et de sa mère, Marie, ont été l'un des thèmes majeurs de l'art occidental.

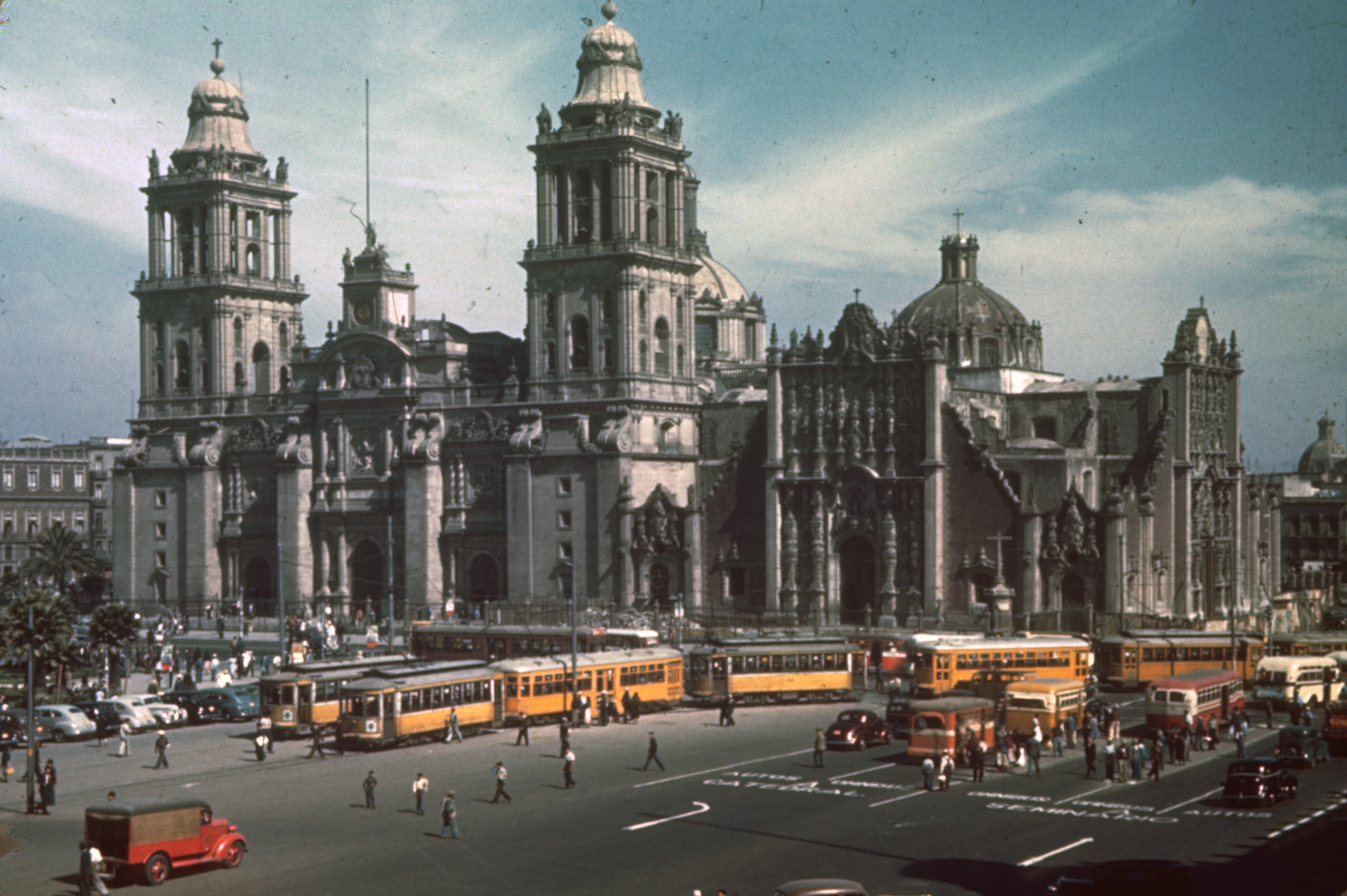
La Cathédrale métropolitaine de Mexico, symbole de l'expansion de l'Occident chrétien au Nouveau-Monde.

Historiquement, sous l'influence des Lumières, la puissance des dogmes qui sont à la base de la notion d'Occident chrétien a décliné face au mouvement de sécularisation progressive de l'ensemble de l'Europe, manifestée par la mise en place d'États laïcs. La logique moderne de l'État-nation se substitue au concept d'Occident chrétien, devenue peu à peu l'apanage d'une extrême droite nostalgique, le Portugal de Salazar demeurant, jusqu'aux années 1970, le dernier État (l'Estado Novo) se réclamant d'une telle conception, partagée par la junte brésilienne qui prend le pouvoir avec le coup d’État de 1964, l'armée se proclamant garante de l'« identité chrétienne » de la nation brésilienne sous couvert d'anticommunisme. Les prêtres de base ne partagent pas tous ce point de vue, et nombreux sont ceux qui adhèrent à la « Théologie de la libération » d'inspiration chrétienne et marxiste à la fois.
De son côté, la social-démocratie occidentale se conjugue à la laïcité et au multiculturalisme, tandis que l'Europe de l'Est devient officiellement athée après la Seconde Guerre mondiale, étant intégrée dans le bloc communiste. C'est pourquoi, en Europe, la pratique religieuse diminue dans les pays de passé social-démocrate, alors qu'elle reste forte dans les pays de passé communiste, où le christianisme représentait une alternative à l'aliénation totalitaire, et ce d'autant plus que les apparatchiks de la nomenklatura, pour maintenir leur influence et leurs prérogatives après l'ouverture du rideau de fer, ont adhéré aux religions et aux nationalismes comme idéologies de rechange.
L'identité occidentale contemporaine ne reposerait donc plus sur la religion, mais sur un certain niveau économique et de vie, ainsi que sur les droits de l'homme qui, proclamés « universels » puisqu'ils se justifient par la pyramide des besoins universels de l'être humain (par-delà ses différences), sont destinés à être reconnus au-delà des frontières de l'Occident.
Désormais, l'Occident désignerait donc un ensemble de pays ou de régions qui auraient une identité commune : des pays capitalistes, de tradition démocratique et libérale. Cette conception est cependant critiquable : outre des différences importantes de niveau de vie au sein même du « bloc occidental » (entre l'Amérique latine et l'Amérique du Nord, ou entre l'Europe de l'Est et l'Europe de l'Ouest, de nombreux pays ont été souvent soumis à des régimes autoritaires et dictatoriaux, en particulier lors des années 1970 ; les États-Unis et le Canada, puissances « occidentales » par excellence, sont caractérisés par la présence officielle et reconnue de multiples religions et sectes (en particulier aux États-Unis). De même, l'islam est, en France, la seconde religion. Par ailleurs, le réveil de l'indigénisme aux Amériques et la légitimation d'un droit des peuples autochtones conduit aussi à questionner la nature exacte de l'identité culturelle de ces pays. Partout, le multiculturalisme conduit à remettre en cause toute conception unilatérale d'une « identité » qui serait fondée sur le christianisme qui serait considéré comme la religion initiale des pays d'Europe occidentale. La religion n'est plus un facteur homogénéisant des populations, qui partagent désormais librement divers rites et coutumes. Les États dits de l'Occident sont très divers, entre autres sur le plan de la religion : l'athéisme, par exemple, n'est pas aussi présent aux États-Unis qu'en Europe. Tout ceci met fin à l'association des deux termes « occident » et « chrétien ».

## Débat
L'Occident chrétien est examiné de manière contemporaine, surtout comme une réinterprétation a posteriori de l'histoire. 1700 ans après les faits, la geste de Constantin en faveur de l'avènement du christianisme comme religion d'État de l'Empire face aux temples païens, est l'objet d'une attention toute particulière dans le cadre de plusieurs ouvrages traitant autant de philosophie rétrospective que d'identité européenne. En première instance, le présupposé d'une telle interprétation est un amalgame : celui l'Europe occidentale comme territoire géographique, avec les terres de l'« Occident chrétien médiéval » c'est-à-dire avec l'aire d'expansion du catholicisme romain durant le Moyen Âge.

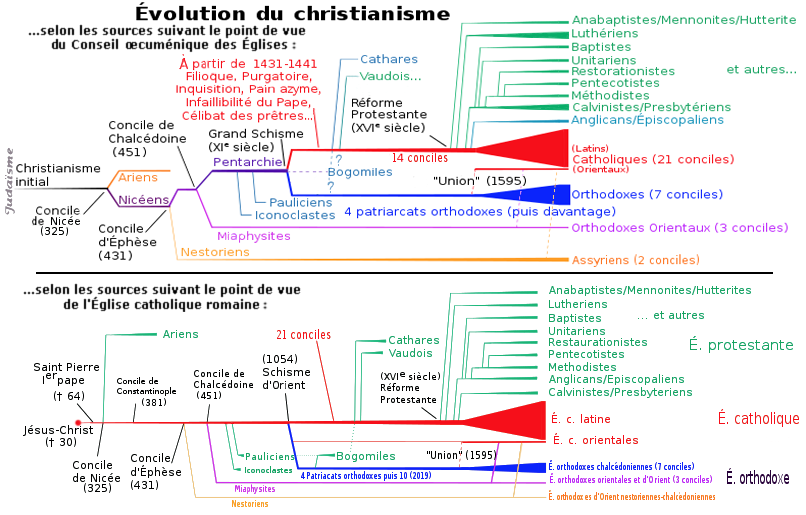
La place de l'Occident chrétien (rouge et vert) selon les points de vue œcuménique (haut), et catholique (bas),.

Cet examen a lieu à propos du débat concernant le fait de proclamer, ou non, les « racines chrétiennes » dans la Constitution européenne.
Dans le cadre du cycle des années 2003-2008 de Michel Onfray sur la contre-histoire de la philosophie, cet auteur a examiné les contributions de Paul de Tarse et de Constantin, l'un pour apporter le concept d'universalisme religieux (en) au paléochristianisme et l'autre pour avoir, selon lui, favorisé l'instauration d'une religion d'État dans l'Empire romain d'Occident à la veille de son effondrement, et précipité la fin d'un humanisme païen éclairé qui caractérisait les classes aisées impériales, fondé sur la tolérance de tous les cultes, y compris polythéistes. Michel Onfray s'appuie sur la destructions de temples et de bibliothèques païennes, les chrétiens parvenus au pouvoir après 312 ans de clandestinité, pour gommer le passé et les écrits peu compatibles avec l'absolutisme moral du monothéisme (stoïcisme et épicurisme, en particulier).
Pour sa part, Paul Veyne, dans son ouvrage Quand notre monde est devenu chrétien, affirme que la conversion de Constantin ne concernait que lui-même, et uniquement dans les sphères de pouvoir dévolues à la fonction impériale, certes très étendues : il aurait mis fin au culte des empereurs. Selon Veyne, sa conversion au christianisme rendait sa personne non-divine, mais les cultes païens coutumiers des citoyens de l'Empire continuaient à être tolérés de sorte que les destructions de temples et les autodafés ne relèvent pas de la volonté de l'Empereur.
Quant à la question des « racines chrétiennes » de l'Europe, Paul Veyne conclut dans cet ouvrage que l'Europe n'a pas de racines privilégiées mais, qu'elle est, au contraire, le résultat d'une épigénèse (en), tout comme l'avènement du christianisme, du reste. La thèse d'un avènement pacifique du triomphe chrétien est très contestée au vu des faits historiques et beaucoup d'autres auteurs, notamment McMullen, estiment que c'est bien par la violence que les derniers païens ont été éliminés du IVe au IXe siècle, d'Occident en Orient.

### Figures magnifiées
- Clovis Ier, roi franc, pour sa conversion au christianisme (« au catholicisme » dans le sens du concept d'Occident chrétien) ;
- Charlemagne, roi franc, pour sa volonté de convertir les païens (par exemple les Saxons) ;
- Les croisés ;
- Les Rois catholiques de Castille et d'Aragon ;
- Charles Quint, roi d'Espagne, de Sicile et de Naples, empereur germanique et autrichien, duc de Bourgogne, pour sa lutte contre les Ottomans et son soutien à la conversion des amérindiens de l'empire colonial espagnol.

### Acception contemporaine
- en géographie :
  - Civilisation occidentale (acception postchrétienne)